# Оксид-иодид висмута
Оксид-иодид висмута — неорганическое соединение металла висмута с формулой BiOI, красные прозрачные кристаллы, не растворимые в воде, этаноле и хлороформе.

## Получение
- Обработка суспензии оксида висмута(III) раствором иодистого водорода:

{\displaystyle {\mathsf {Bi_{2}O_{3}+2HI\ {\xrightarrow {T}}\ 2BiOI\downarrow +H_{2}O}}}
- Разложение иодида висмута(III) горячей водой или раствором щёлочи:

{\displaystyle {\mathsf {BiI_{3}+H_{2}O\ {\xrightarrow {100^{o}C}}\ BiOI+2HI}}}
{\displaystyle {\mathsf {BiI_{3}+2NaOH\ {\xrightarrow {}}\ BiOI+2NaI+H_{2}O}}}
- Реакция иодида висмута(III) с оксидом висмута(III):

{\displaystyle {\mathsf {BiI_{3}+Bi_{2}O_{3}\ {\xrightarrow {}}\ 3BiOI}}}

## Физические свойства
Оксид-иодид висмута образует красные прозрачные кристаллы тетрагональной сингонии, пространственная группа P 4/nmm, параметры ячейки a = 0,3992 нм, c = 0,9147 нм, Z = 2.
Не растворим в воде, этаноле и хлороформе.

## Химические свойства
- Разлагается при нагревании:

{\displaystyle {\mathsf {3BiOI\ {\xrightarrow {T}}\ Bi_{2}O_{3}+BiI_{3}}}}
- Реагирует с кислотами:

{\displaystyle {\mathsf {2BiOI+3H_{2}SO_{4}\ {\xrightarrow {T}}\ Bi_{2}(SO_{4})_{3}+2HI+2H_{2}O}}}
- Реагирует с щелочами:

{\displaystyle {\mathsf {2BiOI+2NaOH\ {\xrightarrow {}}\ Bi_{2}O_{3}+2NaI+H_{2}O}}}